# ساکت (آریزونا)
ساکت (به انگلیسی: Sacate) یک منطقهٔ مسکونی در ایالات متحده آمریکا است که در آریزونا واقع شده است. ساکت ۳۳۳ متر بالاتر از سطح دریا واقع شده است.